# Ellen White
Ellen White (Aylesbury, 9 maggio 1989) è un'ex calciatrice inglese, attaccante. Ha giocato nella nazionale inglese in 113 partite, realizzando 52 reti, maggior numero di reti segnate in nazionale da una calciatrice. Con la nazionale ha vinto il campionato europeo 2022.
Due volte campionessa d'Inghilterra con l'Arsenal, club dove è cresciuta nelle giovanili, nei campionati 2011 e 2012, a livello di club ottiene, ancora con l'Arsenal, anche due FA Women's Cup, nelle stagioni 2010-2011 e 2012-2013, tre FA Women's League Cup, 2011, 2012 e 2013, alla quale si aggiunge una FA Women's Premier League Cup ottenuta con il Leeds Carnegie nel 2010. Ha inoltre indossato la maglia nella nazionale inglese dalle giovanili alla nazionale maggiore, conquistando con la formazione Under-19 un terzo posto all'Europeo di Islanda 2007, mentre con quella senior oltre a un terzo posto al Mondiale di Canada 2015, vince l'edizione della Cyprus Cup 2013 e quella della SheBelieves Cup 2019.

## Carriera

### Club

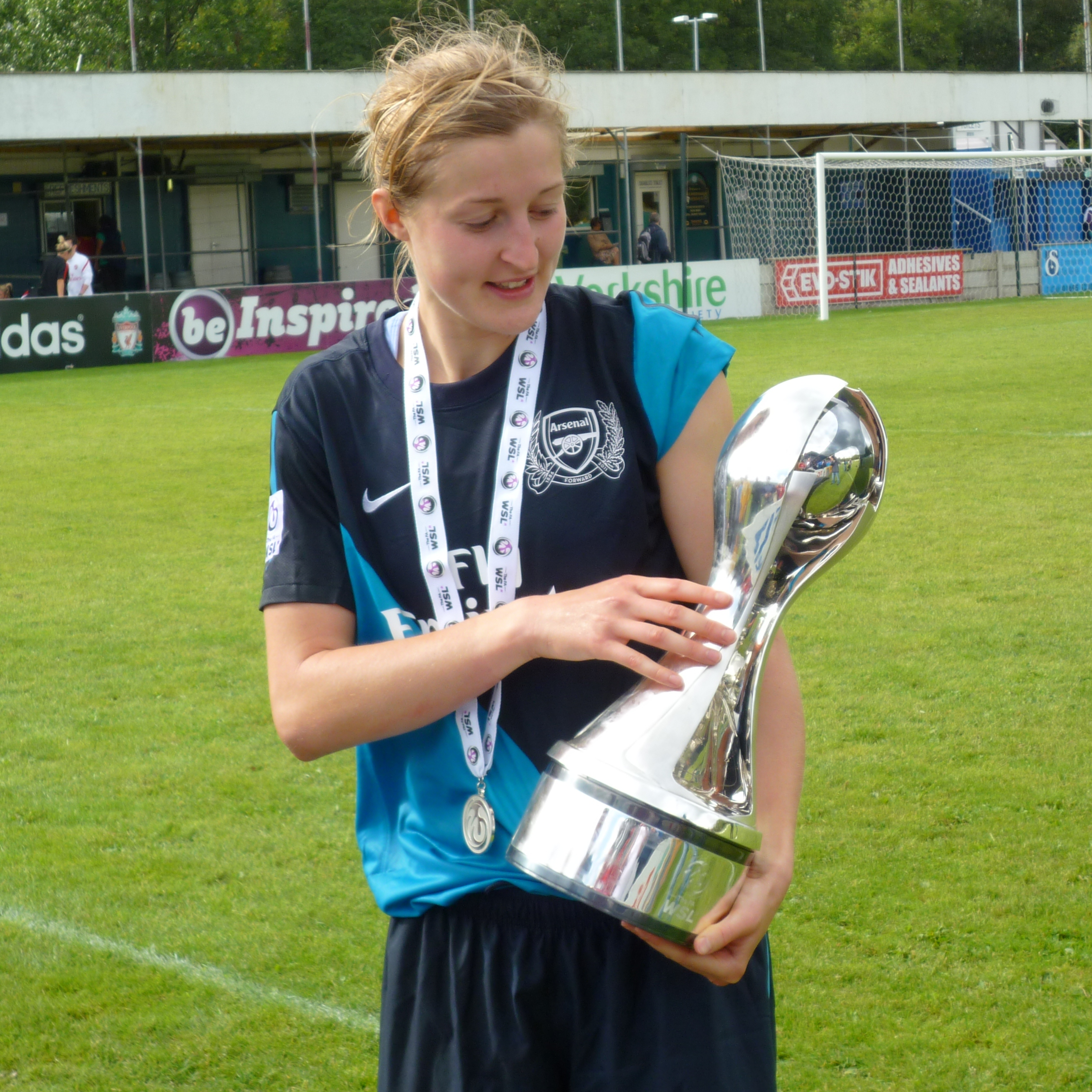
White in posa per le foto di rito con la FA Women's Cup appena conquistata nel 2011 con la maglia dell'.

White si appassiona al calcio fin da giovanissima, sostenuta dal padre, Jon, che gestendo una scuola calcio chiamata Mini Dux ad Aylesbury le insegna i fondamentali della disciplina sportiva e le fa giocare le sue prima partite. In seguito veste la maglia dell'Aylesbury Town prima di essere scoperta dagli osservatori dell'Arsenal all'età di otto anni.
Sviluppa ulteriormente le sue qualità restando con le Gunners durante l'infanzia e l'adolescenza, disputando solamente incontri a livello giovanile e lasciando la società a 16 anni per trasferirsi al Chelsea. Inserita in prima squadra già dalla prima stagione con le Blues, White si rivela subito protagonista rivelandosi come l'attaccante più efficace della squadra, per lei 21 reti in 48 incontri in FA Women's Premier League National Division, laureandosi per i tre campionati consecutivi la miglior realizzatrice della sezione femminile del club londinese prima di trasferirsi al Leeds Carnegie.
Qui la sua carriera subisce un'interruzione; a pochi mesi dalla firma per la nuova squadra ha subito un infortunio al legamento crociato che l'ha costretta a lasciare il terreno di gioco per un lungo periodo. Ristabilitasi, nel febbraio 2010 è protagonista della finale della FA Women's Premier League Cup, siglando le due reti con cui il Leeds Carnegie supera l'Everton e assegnano il trofeo alla sua squadra per la prima volta nella sua storia sportiva. Rimane legata alla società di Leeds per qualche altro mese quando, nel luglio 2010, decide di lasciare la società a fine campionato che, in difficoltà economiche, prima di affiliarsi con il Leeds Utd maschile prendendone la denominazione, è costretta a rinunciare all'iscrizione alla rinnovata FA Women's Super League 1.
Felice di tornare all'Arsenal dopo cinque anni di assenza, il 22 settembre disputa il suo primo incontro internazionale di club, in occasione dei sedicesimi di finale della stagione 2010-2011 di UEFA Women's Champions League, nell'incontro vinto dalle inglesi per 3-1 sulle serbe del Mašinac PZP.
White disputa il primo campionato FA WSL 1, quello 2011, condividendo con le compagne la conquista del titolo di Campione d'Inghilterra oltre che nel 2011 anche in quello successivo, rimanendo fino al campionato 2013, nel quale le Gunners giungono al terzo posto. In questo periodo conquista anche due FA Women's Cup, nelle stagioni 2010-2011 e 2012-2013, e tre FA Women's League Cup, 2011, 2012 e 2013, disputando inoltre altre due edizioni e mezza di Champions League, torneo nel quale disputa complessivamente 28 incontri siglando 8 reti, giungendo sempre in semifinale, eliminate nella stagione 2010-2011 dalle francesi dell'Olympique Lione, in quella successiva dalle tedesche dell'1. FFC Francoforte e dalle tedesche del Wolfsburg nell'edizione 2012-2013. White gioca per l'Arsenal anche 4 incontri della UEFA Women's Champions League 2013-2014 prima della sua decisione di trasferirsi, durante il calciomercato invernale, al Notts County..
Alla sua prima stagione in tenuta bianconera White rimane vittima di un grave infortunio, nuovamente al legamento crociato anteriore, che la costringe a disertare i campi di gioco per tutto il periodo della riabilitazione, rinunciando alle presenze per il resto del campionato 2014, tornando ad allenarsi con la squadra nel gennaio 2015. Rimane legata alla società di Nottingham fino all'inizio del campionato di FA WSL 1 2017, quando la dirigenza la sua sezione femminile a causa di problemi economici, ritirando la sua partecipazione al campionato e svincolando le proprie atlete, terminando la sua collaborazione con un quinto e un sesto posto in campionato, rispettivamente nel 2015 e 2016, la finale di FA WSL Cup 2015, persa 3-0 con l'Arsenal, oltre a un tabellino personale di 6 reti su 24 presenze in campionato.
Nel 2017, a contratto oramai scaduto, sottoscrive un nuovo accordo con il Birmingham City Durante le due stagioni e mezza, con quella 2017 nota come FA WSL 1 Spring Series prima che il campionato tornasse alla formula annuale da settembre al maggio successivo, disputa complessivamente 23 incontri siglando 23 reti, vincendo la classifica dei marcatori al termine del campionato 2017-2018 con 15 reti, e ottenendo come miglior risultato il quarto posto nel campionato 2018-2019. Grazie inoltre al decisivo rigore con cui White supera il Chelsea disputa la finale 2017 di FA Women's Cup, la seconda per la società dopo quella del 2012 conquistata ai rigori sul Chelsea, perdendola per 4-1 con il Manchester City.
Nel maggio 2019 White annuncia il suo trasferimento al Manchester City per la stagione 2019-2020.
Il 22 agosto 2022 ha annunciato il suo ritiro dal calcio giocato dopo aver vinto il campionato europeo 2022 con la maglia della nazionale inglese.

### Nazionale
White inizia ad essere convocata dalla Federazione calcistica dell'Inghilterra (TheFA) per indossare le maglie delle nazionali giovanili fin dalla prima parte degli anni duemila, inizialmente nella formazione Under-17, per passare nel 2006, ancora diciassettenne, alla Under-19, inserita in rosa dal tecnico Mo Marley nella squadra che disputa le qualificazioni all'Europeo di Islanda 2007, con la quale debutta il 26 settembre di quell'anno nell'incontro vinto 8-0 sulle pari età dell'Estonia. Ottenuto l'accesso alla fase finale, White viene confermata in rosa, condividendo con le compagne il percorso che vede la sua nazionale confermarsi tra le squadre più competitive e dove l'attaccante termina il torneo al vertice della classifica marcatrici, a pari merito con la francese Marie-Laure Delie e l'islandese Fanndís Friðriksdóttir, venendo inserita nella lista delle 11 migliori giocatrici del torneo. L'Inghilterra, dopo l'iniziale pareggio 1-1 con la Polonia, supera prima la Francia, con White che sigla al 90+5' la rete che fissa sul risultato di 3-1, e poi, per 1-0, la Spagna, chiudendo al primo posto il gruppo B. Nella semifinale con la Norvegia è nuovamente determinante, siglando la doppietta che apre le marcature nell'incontro terminato 3-0 per le inglesi, mentre deve lasciare alla Germania la vittoria del suo quinto titolo di categoria, venendo superata per 2-0, con entrambe le reti siglate nel tempi supplementari.
A livello giovanile, a giugno 2008 risulta già convocata nelle formazioni Under-20 e Under-23, ma deve aspettare quasi altri due anni per la maglia della nazionale maggiore.
La selezionatrice Hope Powell la chiama in occasione della fase di qualificazione al Mondiale di Germania 2011, facendola debuttare il 25 marzo 2010, terzo incontro giocato dalle inglesi nel gruppo 5 della zona UEFA, dove White, entrata al 62' in sostituzione di Dunia Susi, segna anche la sua prima rete senior per le Three Lionesses, quella che al 90' fissa sul definitivo 3-0 il risultato sulle avversarie dell'Austria davanti al pubblico del Loftus Road.. Da allora Powell la convoca con regolarità, impiegandola in tutti gli altri cinque incontri della prima fase eliminatoria, dove la sua nazionale si classifica al primo posto del gruppo 5 accedendo così ai play-off come testa di serie. Qui l'Inghilterra si gioca l'accesso diretto al Mondiale con la Svizzera, vincendo entrambi gli incontri di andata, il 12 settembre, terminata 2–0, e quattro giorni più tardi quella di ritorno, dove le inglesi vincendo 3–2 si assicurano la loro terza partecipazione a un mondiale, dopo Svezia 1995 e Cina 2007.
Inserita da Powell nella lista delle 21 calciatrici convocate per la fase finale, durante il torneo White disputa tutti i quattro incontri della sua nazionale con la squadra che, grazie al pareggio 1-1 con il Messico e le successive vittorie con Nuova Zelanda, 2-1 in rimonta, e Giappone, 2-0 dove White al 15' apre le marcature, riesce a chiudere la fase a gironi al primo posto del gruppo B, accedendo ai quarti di finale affrontando la Francia. La partita termina sull'1-1 nel tempi regolamentari, non sbloccandosi nemmeno ai supplementari e costringendo le squadre ad ottenere il passaggio del turno ai rigori. Il portiere Karen Bardsley riesce a parare il primo tiro di Camille Abily, ma il vantaggio non è sfruttato per gli errori dal dischetto di Claire Rafferty e Faye White costringendo l'Inghilterra ad abbandonare il torneo.
Nel giugno 2012 White viene inserita nella rosa della rappresentativa della Gran Bretagna che affronta il torneo di calcio femminile delle Olimpiadi di Londra 2012. Powell la impiega in tre dei quattro incontri disputati dalla nazionale britannica fino all'eliminazione dal torneo, superata agli ottavi di finale dal Canada per 2-0.
Rinnovatale la fiducia, disputa le qualificazioni all'Europeo di Svezia 2013, impiegata in sette degli otto incontri disputati dall'Inghilterra nel gruppo 6, siglando tre reti in tre differenti partite a Slovenia, Serbia e Croazia, e festeggiando con le compagne, imbattuta con sei vittorie e due pareggi, l'accesso alla fase finale. Nella partita inaugurale l'Inghilterra viene superata per 3-2 dall'esordiente Spagna, risultato segnato dall'autorete di Bardsley al 94', compromettendo così il percorso nella fase a gironi. La squadra si rivela tuttavia incapace di essere competitiva, trovando il pareggio 1-1 con la Russia e una nuova sconfitta, per 3-0, con la Francia, venendo eliminata alla fine della fase ai gironi. Il risultato negativo si riflette sull'avvicendamento del selezionatore, con Hope Powell rimpiazzata dal nuovo tecnico Mark Sampson che continua a dare fiducia all'attaccante.

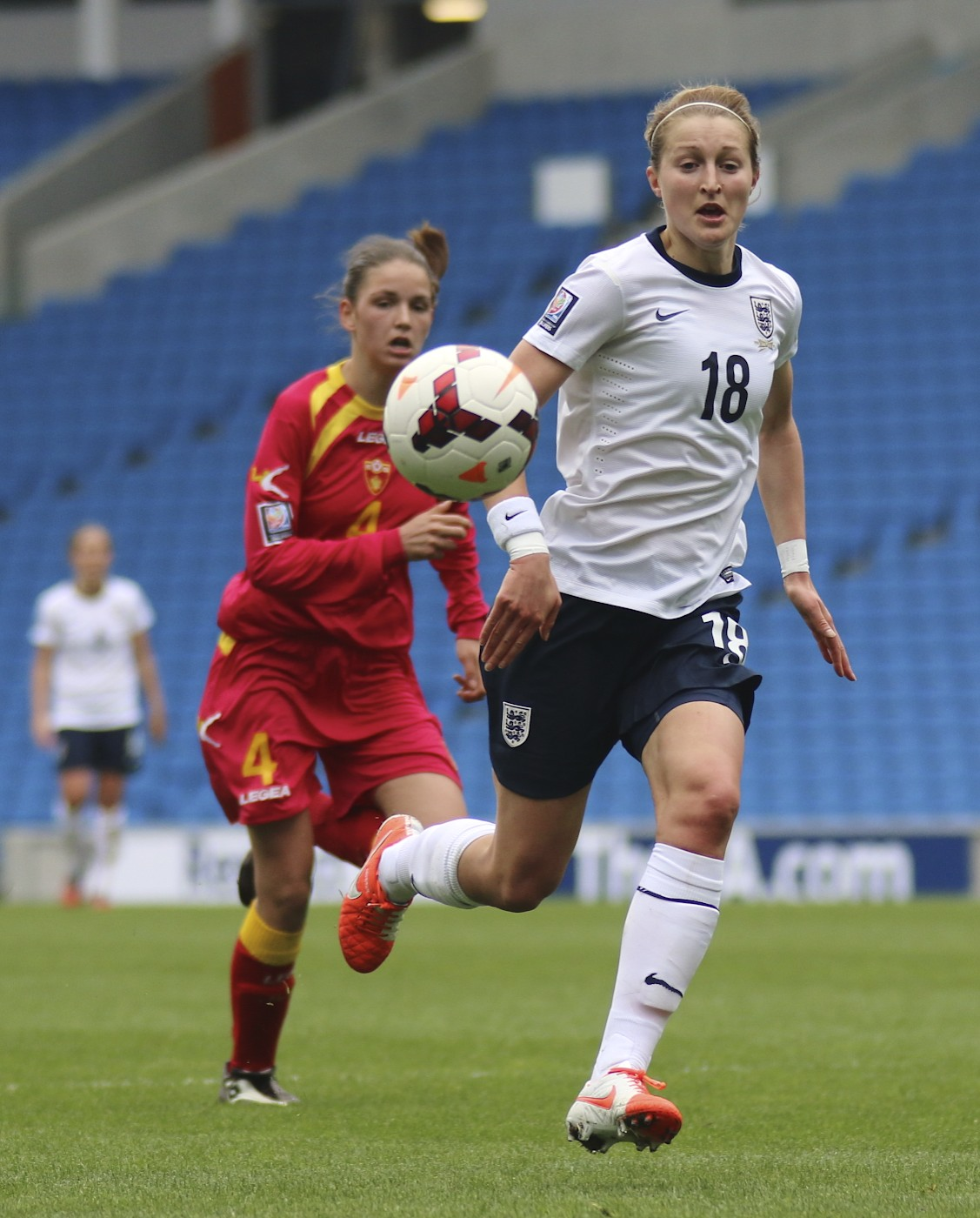
White in un'azione di gioco contro il nel corso delle qualificazioni al Mondiale di Canada 2015.

Convocata per le qualificazioni al Mondiale di Canada 2015, Sampson la impiega in cinque incontri del gruppo 6, con White che va a segno nell'incontro inaugurale del girone, siglando al 13' la rete del parziale 2-0 con la Bielorussia, partita poi terminata 6-0, e siglando una doppietta nella successiva vinta per 8-0 sulla Turchia. L'Inghilterra termina il suo girone imbattuta e a punteggio pieno, ottenendo così l'accesso al suo quarto mondiale. Inserita tra le 23 calciatrici convocate a Canada 2015, Sampson la impiega in quattro delle sette partite disputate nel torneo, quelle persa per 1-0 con la Francia, che resterà l'unica sconfitta nel gruppo F passando il turno al secondo posto, saltando la vittoria per 2-1 sulle avversarie della Norvegia agli ottavi di finale, e giocando le ultime tre del torneo, vittoria 2-1 sul Canada ai quarti, sconfitta per 2-1 con le campionasse in carica del Giappone in semifinale, e la vittoriosa finale per il terzo posto, 1-0 ai supplementari, con la Germania che assicura il miglior risultato ottenuto dalla nazionale inglese ad un mondiale.
Nei due anni successivi Sampson continua a concederle fiducia convocandola con continuità, in incontri amichevoli, all'edizione 2017 della SheBelieves Cup, la seconda del neoistituito torneo a invito, dove scende in campo in tutti i tre incontri e sigla la rete della vittoria sugli Stati Uniti, e durante le qualificazioni all'Europeo dei Paesi Bassi 2017, disputando tre incontri e siglando due reti, entrambe alla Serbia una all'andata e una al ritorno, inserendola infine nella lista delle 23 calciatrici convocate all'Europeo 2017 Durante il torneo scende in campo in quattro dei sei incontri disputati dalla sua nazionale, da quello del 19 luglio 2017 della fase a gironi vinto per 6-0 sulla Scozia, dove al 32' sigla la rete del parziale 3-0 e, che la vede imbattuta chiudere al primo posto il gruppo D. L'Inghilterra prosegue la competizione superando la Francia per 1-0 ai quarti di finale e venendo eliminata dai Paesi Bassi, poi laureatisi Campioni d'Europa, in semifinale superandole per 3-0.
Al termine dell'Europeo Sampson lascia l'incarico che viene rilevato, dopo un periodo affidato a Mo Marley CT ad interim, da Phil Neville. Con il nuovo tecnico alla guida della nazionale le convocazioni per White continuano ad essere frequenti. Dal 2018, oltre ad una serie di amichevoli, Neville la chiama per le edizioni 2018 e 2019 della SheBelieves Cup, 3 presenze in entrambe, cogliendo un secondo posto e segnando una doppietta nel 2-2 con la Germania nella prima e vincendo il primo trofeo nella seconda, dove segna anche la rete del parziale 2-0 sulla Spagna. In rosa anche per le qualificazioni al Mondiale di Francia 2019, scende in campo in quattro incontri del gruppo 1, con l'Inghilterra che chiude il suo girone al primo posto e ottiene così direttamente l'accesso al suo quinto Mondiale.
Inserita nella lista delle 23 calciatrici convocate da Neville, durante il torneo White si rivela protagonista assoluta, siglando sei reti nelle prime cinque partite del torneo, tra cui la doppietta alle vicecampionesse del Giappone.

## Statistiche

### Cronologia presenze e reti in nazionale
| Cronologia completa delle presenze e delle reti in nazionale ― Inghilterra | Cronologia completa delle presenze e delle reti in nazionale ― Inghilterra | Cronologia completa delle presenze e delle reti in nazionale ― Inghilterra | Cronologia completa delle presenze e delle reti in nazionale ― Inghilterra | Cronologia completa delle presenze e delle reti in nazionale ― Inghilterra | Cronologia completa delle presenze e delle reti in nazionale ― Inghilterra | Cronologia completa delle presenze e delle reti in nazionale ― Inghilterra | Cronologia completa delle presenze e delle reti in nazionale ― Inghilterra |
| Data                                                                       | Città                                                                      | In casa                                                                    | Risultato                                                                  | Ospiti                                                                     | Competizione                                                               | Reti                                                                       | Note                                                                       |
| -------------------------------------------------------------------------- | -------------------------------------------------------------------------- | -------------------------------------------------------------------------- | -------------------------------------------------------------------------- | -------------------------------------------------------------------------- | -------------------------------------------------------------------------- | -------------------------------------------------------------------------- | -------------------------------------------------------------------------- |
| 25-3-2010                                                                  | Londra                                                                     | Inghilterra                                                                | 3 – 0                                                                      | Austria                                                                    | Qual. Mondiali 2011                                                        | 1                                                                          |                                                                            |
| 17-4-2010                                                                  | Londra                                                                     | Inghilterra                                                                | 1 – 0                                                                      | Spagna                                                                     | Qual. Mondiali 2011                                                        | -                                                                          | 73’                                                                        |
| 20-5-2010                                                                  | Ta’ Qali                                                                   | Malta                                                                      | 0 – 6                                                                      | Inghilterra                                                                | Qual. Mondiali 2011                                                        | 1                                                                          | 82’                                                                        |
| 19-6-2010                                                                  | Siviglia                                                                   | Spagna                                                                     | 2 – 2                                                                      | Inghilterra                                                                | Qual. Mondiali 2011                                                        | -                                                                          | 46’                                                                        |
| 29-7-2010                                                                  | Manchester                                                                 | Inghilterra                                                                | 3 – 0                                                                      | Turchia                                                                    | Qual. Mondiali 2011                                                        | 1                                                                          | 90+1’                                                                      |
| 21-9-2010                                                                  | Vienna                                                                     | Austria                                                                    | 0 – 4                                                                      | Inghilterra                                                                | Qual. Mondiali 2011                                                        | 1                                                                          | 84’                                                                        |
| 6-10-2010                                                                  | Gwangju                                                                    | Inghilterra                                                                | 0 – 0                                                                      | Corea del Sud                                                              | Amichevole                                                                 | -                                                                          |                                                                            |
| 11-10-2010                                                                 | Daejeon                                                                    | Inghilterra                                                                | 1 – 1                                                                      | Nuova Zelanda                                                              | Amichevole                                                                 | -                                                                          | 49’                                                                        |
| 2-3-2011                                                                   | Larnaca                                                                    | Inghilterra                                                                | 2 – 0                                                                      | Italia                                                                     | Cyprus Cup 2010 - 1º turno                                                 | 1                                                                          | 51’                                                                        |
| 4-3-2011                                                                   | Nicosia                                                                    | Scozia                                                                     | 2 – 0                                                                      | Inghilterra                                                                | Cyprus Cup 2010 - 1º turno                                                 | -                                                                          | 76’                                                                        |
| 7-3-2011                                                                   | Nicosia                                                                    | Canada                                                                     | 2 – 0                                                                      | Inghilterra                                                                | Cyprus Cup 2010 - 1º turno                                                 | -                                                                          |                                                                            |
| 13-4-2011                                                                  | Brighton                                                                   | Inghilterra                                                                | 2 – 1                                                                      | Stati Uniti                                                                | Amichevole                                                                 | -                                                                          |                                                                            |
| 17-5-2011                                                                  | Sheffield                                                                  | Inghilterra                                                                | 2 – 0                                                                      | Svezia                                                                     | Amichevole                                                                 | 1                                                                          |                                                                            |
| 27-6-2011                                                                  | Wolfsburg                                                                  | Messico                                                                    | 1 – 1                                                                      | Inghilterra                                                                | Mondiali 2011 - Fase a gironi                                              | -                                                                          | 72’                                                                        |
| 1-7-2011                                                                   | Dresda                                                                     | Nuova Zelanda                                                              | 1 – 2                                                                      | Inghilterra                                                                | Mondiali 2011 - Fase a gironi                                              | -                                                                          |                                                                            |
| 5-7-2011                                                                   | Augusta                                                                    | Inghilterra                                                                | 2 – 0                                                                      | Giappone                                                                   | Mondiali 2011 - Fase a gironi                                              | 1                                                                          |                                                                            |
| 9-7-2011                                                                   | Leverkusen                                                                 | Inghilterra                                                                | 1 – 1 (3 - 4 dtr)                                                          | Francia                                                                    | Mondiali 2011 - Quarti di finale                                           | -                                                                          | 77’                                                                        |
| 17-9-2011                                                                  | Belgrado                                                                   | Serbia                                                                     | 2 – 2                                                                      | Inghilterra                                                                | Qual. Euro 2013                                                            | -                                                                          |                                                                            |
| 22-9-2011                                                                  | Swindon                                                                    | Inghilterra                                                                | 4 – 0                                                                      | Slovenia                                                                   | Qual. Euro 2013                                                            | 1                                                                          |                                                                            |
| 27-10-2011                                                                 | Rotterdam                                                                  | Paesi Bassi                                                                | 0 – 0                                                                      | Inghilterra                                                                | Qual. Euro 2013                                                            | -                                                                          | 83’                                                                        |
| 23-11-2011                                                                 | Southampton                                                                | Inghilterra                                                                | 2 – 0                                                                      | Serbia                                                                     | Qual. Euro 2013                                                            | 1                                                                          |                                                                            |
| 31-3-2012                                                                  | Zagabria                                                                   | Croazia                                                                    | 0 – 6                                                                      | Inghilterra                                                                | Qual. Euro 2013                                                            | 2                                                                          | 46’                                                                        |
| 17-6-2012                                                                  | Liverpool                                                                  | Inghilterra                                                                | 1 – 0                                                                      | Paesi Bassi                                                                | Qual. Euro 2013                                                            | -                                                                          | 75’                                                                        |
| 30-10-2012                                                                 | Parigi                                                                     | Francia                                                                    | 2 – 2                                                                      | Inghilterra                                                                | Amichevole                                                                 | 1                                                                          |                                                                            |
| 6-3-2013                                                                   | Nicosia                                                                    | Inghilterra                                                                | 4 – 2                                                                      | Italia                                                                     | Cyprus Cup 2013 - 1º turno                                                 | 1                                                                          |                                                                            |
| 8-3-2013                                                                   | Larnaca                                                                    | Scozia                                                                     | 3 – 3                                                                      | Inghilterra                                                                | Cyprus Cup 2013 - 1º turno                                                 | 1                                                                          |                                                                            |
| 11-3-2013                                                                  | Larnaca                                                                    | Inghilterra                                                                | 3 – 1                                                                      | Nuova Zelanda                                                              | Cyprus Cup 2013 - 1º turno                                                 | 1                                                                          | 90+1’                                                                      |
| 14-3-2013                                                                  | Nicosia                                                                    | Inghilterra                                                                | 1 – 0                                                                      | Canada                                                                     | Cyprus Cup 2013 - Finale                                                   | -                                                                          |                                                                            |
| 7-4-2013                                                                   | Leicester                                                                  | Inghilterra                                                                | 1 – 1                                                                      | Giappone                                                                   | Amichevole                                                                 | -                                                                          |                                                                            |
| 4-7-2013                                                                   | Göteborg                                                                   | Svezia                                                                     | 4 – 1                                                                      | Inghilterra                                                                | Amichevole                                                                 | 1                                                                          |                                                                            |
| 12-7-2013                                                                  | Stoccolma                                                                  | Inghilterra                                                                | 2 – 3                                                                      | Spagna                                                                     | Euro 2013 - Fase a gironi                                                  | -                                                                          |                                                                            |
| 15-7-2013                                                                  | Linköping                                                                  | Inghilterra                                                                | 1 – 1                                                                      | Russia                                                                     | Euro 2013 - Fase a gironi                                                  | -                                                                          |                                                                            |
| 18-3-2013                                                                  | Halmstad                                                                   | Francia                                                                    | 3 – 0                                                                      | Inghilterra                                                                | Euro 2013 - Fase a gironi                                                  | -                                                                          |                                                                            |
| 21-9-2013                                                                  | Nottingham                                                                 | Inghilterra                                                                | 6 – 0                                                                      | Bielorussia                                                                | Qual. Mondiali 2015                                                        | 1                                                                          | 62’                                                                        |
| 26-9-2013                                                                  | Portsmouth                                                                 | Inghilterra                                                                | 8 – 0                                                                      | Turchia                                                                    | Qual. Mondiali 2015                                                        | 2                                                                          | 79’                                                                        |
| 9-4-2015                                                                   | Londra                                                                     | Inghilterra                                                                | 2 – 1                                                                      | Cina                                                                       | Amichevole                                                                 | 1                                                                          | 46’                                                                        |
| 30-5-2015                                                                  | Calgary                                                                    | Canada                                                                     | 1 – 0                                                                      | Inghilterra                                                                | Amichevole                                                                 | -                                                                          |                                                                            |
| 9-6-2015                                                                   | Ottawa                                                                     | Francia                                                                    | 1 – 0                                                                      | Inghilterra                                                                | Mondiali 2015 - Fase a gironi                                              | -                                                                          | 60’                                                                        |
| 28-6-2015                                                                  | Vancouver                                                                  | Inghilterra                                                                | 2 – 1                                                                      | Canada                                                                     | Mondiali 2015 - Quarti di finale                                           | -                                                                          | 79’                                                                        |
| 1-7-2015                                                                   | Montréal                                                                   | Giappone                                                                   | 2 – 1 dts                                                                  | Inghilterra                                                                | Mondiali 2015 - Semifinale                                                 | -                                                                          | 60’                                                                        |
| 4-7-2015                                                                   | Edmonton                                                                   | Germania                                                                   | 0 – 1 dts                                                                  | Inghilterra                                                                | Mondiali 2015 - Finale 3º posto                                            | -                                                                          | 61’                                                                        |
| 21-9-2015                                                                  | Tallinn                                                                    | Estonia                                                                    | 0 – 8                                                                      | Inghilterra                                                                | Qual. Euro 2017                                                            | -                                                                          | 78’                                                                        |
| 4-6-2016                                                                   | Londra                                                                     | Inghilterra                                                                | 7 – 0                                                                      | Serbia                                                                     | Qual. Euro 2017                                                            | 1                                                                          |                                                                            |
| 7-6-2016                                                                   | Kruševac                                                                   | Serbia                                                                     | 0 – 7                                                                      | Inghilterra                                                                | Qual. Euro 2017                                                            | 1                                                                          | 56’                                                                        |
| 20-9-2016                                                                  | Bruxelles                                                                  | Belgio                                                                     | 0 – 2                                                                      | Inghilterra                                                                | Qual. Euro 2017                                                            | -                                                                          |                                                                            |
| 22-1-2017                                                                  | Valladolid                                                                 | Inghilterra                                                                | 0 – 1                                                                      | Norvegia                                                                   | Amichevole                                                                 | -                                                                          | 62’                                                                        |
| 1-3-2017                                                                   | Fort Worth                                                                 | Inghilterra                                                                | 1 – 2                                                                      | Francia                                                                    | Amichevole                                                                 | -                                                                          | 75’                                                                        |
| 4-3-2017                                                                   | Pasadena                                                                   | Stati Uniti                                                                | 0 – 1                                                                      | Inghilterra                                                                | Amichevole                                                                 | 1                                                                          | 76’                                                                        |
| 7-3-2017                                                                   | Washington                                                                 | Germania                                                                   | 1 – 0                                                                      | Inghilterra                                                                | Amichevole                                                                 | -                                                                          | 63’                                                                        |
| 10-4-2017                                                                  | Londra                                                                     | Inghilterra                                                                | 3 – 0                                                                      | Austria                                                                    | Amichevole                                                                 | 1                                                                          | 74’                                                                        |
| 1-7-2017                                                                   | Aarhus                                                                     | Danimarca                                                                  | 1 – 2                                                                      | Inghilterra                                                                | Amichevole                                                                 | 2                                                                          |                                                                            |
| 19-7-2017                                                                  | Utrecht                                                                    | Inghilterra                                                                | 6 – 0                                                                      | Scozia                                                                     | Euro 2017 - Fase a gironi                                                  | 1                                                                          | 46’                                                                        |
| 23-7-2017                                                                  | Breda                                                                      | Inghilterra                                                                | 2 – 0                                                                      | Spagna                                                                     | Euro 2017 - Fase a gironi                                                  | -                                                                          | 79’                                                                        |
| 30-7-2017                                                                  | Deventer                                                                   | Inghilterra                                                                | 1 – 0                                                                      | Francia                                                                    | Euro 2017 - Quarti di finale                                               | -                                                                          |                                                                            |
| 3-8-2017                                                                   | Enschede                                                                   | Paesi Bassi                                                                | 3 – 0                                                                      | Inghilterra                                                                | Euro 2017 - Semifinale                                                     | -                                                                          |                                                                            |
| 19-9-2017                                                                  | Londra                                                                     | Inghilterra                                                                | 6 – 0                                                                      | Russia                                                                     | Qual. Mondiali 2019                                                        | 1                                                                          | 65’                                                                        |
| 6-4-2018                                                                   | Cardiff                                                                    | Galles                                                                     | 0 – 0                                                                      | Inghilterra                                                                | Qual. Mondiali 2019                                                        | -                                                                          | 54’                                                                        |
| 10-4-2018                                                                  | Sarajevo                                                                   | Bosnia ed Erzegovina                                                       | 0 – 2                                                                      | Inghilterra                                                                | Qual. Mondiali 2019                                                        | -                                                                          |                                                                            |
| 8-6-2018                                                                   | Mosca                                                                      | Russia                                                                     | 1 – 3                                                                      | Inghilterra                                                                | Qual. Mondiali 2019                                                        | -                                                                          | 67’                                                                        |
| 27-2-2019                                                                  | Chester                                                                    | Inghilterra                                                                | 2 – 1                                                                      | Brasile                                                                    | Amichevole                                                                 | 1                                                                          | 76’                                                                        |
| 2-3-2019                                                                   | Nashville                                                                  | Stati Uniti                                                                | 2 – 2                                                                      | Inghilterra                                                                | Amichevole                                                                 | -                                                                          | 80’                                                                        |
| 5-3-2019                                                                   | Tampa                                                                      | Giappone                                                                   | 0 – 3                                                                      | Inghilterra                                                                | Amichevole                                                                 | -                                                                          | 51’                                                                        |
| 5-4-2019                                                                   | Plymouth                                                                   | Inghilterra                                                                | 0 – 1                                                                      | Canada                                                                     | Amichevole                                                                 | -                                                                          | 73’                                                                        |
| 9-4-2019                                                                   | Norwich                                                                    | Inghilterra                                                                | 2 – 1                                                                      | Spagna                                                                     | Amichevole                                                                 | 1                                                                          |                                                                            |
| 25-5-2019                                                                  | Londra                                                                     | Inghilterra                                                                | 2 – 0                                                                      | Danimarca                                                                  | Amichevole                                                                 | -                                                                          |                                                                            |
| 1-6-2019                                                                   | Brighton                                                                   | Inghilterra                                                                | 0 – 1                                                                      | Nuova Zelanda                                                              | Amichevole                                                                 | -                                                                          | 75’                                                                        |
| 9-6-2019                                                                   | Reims                                                                      | Inghilterra                                                                | 2 – 1                                                                      | Scozia                                                                     | Mondiali 2019 - Fase a gironi                                              | 1                                                                          |                                                                            |
| 19-6-2019                                                                  | Strasburgo                                                                 | Giappone                                                                   | 0 – 2                                                                      | Inghilterra                                                                | Mondiali 2019 - Fase a gironi                                              | 2                                                                          |                                                                            |
| 23-6-2019                                                                  | Valenciennes                                                               | Inghilterra                                                                | 3 – 0                                                                      | Camerun                                                                    | Mondiali 2019 - Ottavi di finale                                           | 1                                                                          | 65’                                                                        |
| 27-6-2019                                                                  | Le Havre                                                                   | Norvegia                                                                   | 0 – 3                                                                      | Inghilterra                                                                | Mondiali 2019 - Quarti di finale                                           | 1                                                                          |                                                                            |
| 2-7-2019                                                                   | Lione                                                                      | Inghilterra                                                                | 1 – 2                                                                      | Stati Uniti                                                                | Mondiali 2019 - Semifinale                                                 | 1                                                                          | 46’                                                                        |
| 6-7-2019                                                                   | Nizza                                                                      | Inghilterra                                                                | 1 – 2                                                                      | Svezia                                                                     | Mondiali 2019 - Finale 3º posto                                            | -                                                                          | 46’                                                                        |
| 6-3-2020                                                                   | Columbus                                                                   | Stati Uniti                                                                | 2 – 0                                                                      | Inghilterra                                                                | Amichevole                                                                 | -                                                                          | 78’                                                                        |
| 8-3-2020                                                                   | Harrison                                                                   | Giappone                                                                   | 0 – 1                                                                      | Inghilterra                                                                | Amichevole                                                                 | 1                                                                          | 69’                                                                        |
| 11-3-2020                                                                  | Detroit                                                                    | Inghilterra                                                                | 0 – 1                                                                      | Spagna                                                                     | Amichevole                                                                 | -                                                                          | 71’                                                                        |
| 23-2-2021                                                                  | Londra                                                                     | Inghilterra                                                                | 6 – 0                                                                      | Irlanda del Nord                                                           | Amichevole                                                                 | 3                                                                          | 76’                                                                        |
| 9-4-2021                                                                   | Tolosa                                                                     | Francia                                                                    | 3 – 1                                                                      | Inghilterra                                                                | Amichevole                                                                 | -                                                                          | 74’                                                                        |
| 13-4-2021                                                                  | Sheffield                                                                  | Inghilterra                                                                | 0 – 2                                                                      | Canada                                                                     | Amichevole                                                                 | -                                                                          | 80’                                                                        |
| 17-9-2021                                                                  | Manchester                                                                 | Inghilterra                                                                | 8 – 0                                                                      | Macedonia del Nord                                                         | Qual. Mondiali 2023                                                        | 2                                                                          | 73’                                                                        |
| 21-9-2021                                                                  | Lussemburgo                                                                | Lussemburgo                                                                | 0 – 10                                                                     | Inghilterra                                                                | Qual. Mondiali 2023                                                        | 2                                                                          | 58’                                                                        |
| 23-10-2021                                                                 | Londra                                                                     | Inghilterra                                                                | 4 – 0                                                                      | Irlanda del Nord                                                           | Qual. Mondiali 2023                                                        | -                                                                          |                                                                            |
| 26-10-2021                                                                 | Riga                                                                       | Lettonia                                                                   | 0 – 10                                                                     | Inghilterra                                                                | Qual. Mondiali 2023                                                        | 1                                                                          | 46’                                                                        |
| 27-11-2021                                                                 | Sunderland                                                                 | Inghilterra                                                                | 1 – 0                                                                      | Austria                                                                    | Qual. Mondiali 2023                                                        | 1                                                                          |                                                                            |
| 30-11-2021                                                                 | Doncaster                                                                  | Inghilterra                                                                | 20 – 0                                                                     | Lettonia                                                                   | Qual. Mondiali 2023                                                        | 3                                                                          | 59’                                                                        |
| 8-4-2022                                                                   | Skopje                                                                     | Macedonia del Nord                                                         | 0 – 10                                                                     | Inghilterra                                                                | Qual. Mondiali 2023                                                        | 1                                                                          | 72’                                                                        |
| 12-4-2022                                                                  | Belfast                                                                    | Irlanda del Nord                                                           | 0 – 5                                                                      | Inghilterra                                                                | Qual. Mondiali 2023                                                        | -                                                                          | 65’                                                                        |
| 16-6-2022                                                                  | Wolverhampton                                                              | Inghilterra                                                                | 3 – 0                                                                      | Norvegia                                                                   | Amichevole                                                                 | -                                                                          | 61’                                                                        |
| 6-7-2022                                                                   | Manchester                                                                 | Inghilterra                                                                | 1 – 0                                                                      | Austria                                                                    | Euro 2022 - Fase a gironi                                                  | -                                                                          | 64’                                                                        |
| 11-7-2022                                                                  | Brighton & Hove                                                            | Inghilterra                                                                | 8 – 0                                                                      | Norvegia                                                                   | Euro 2022 - Fase a gironi                                                  | 2                                                                          | 57’                                                                        |
| 15-7-2022                                                                  | Southampton                                                                | Irlanda del Nord                                                           | 0 – 5                                                                      | Inghilterra                                                                | Euro 2022 - Fase a gironi                                                  | -                                                                          | 46’                                                                        |
| 20-7-2022                                                                  | Brighton & Hove                                                            | Inghilterra                                                                | 2 – 1 dts                                                                  | Spagna                                                                     | Euro 2022 - Quarti di finale                                               | -                                                                          | 58’                                                                        |
| 26-7-2022                                                                  | Sheffield                                                                  | Inghilterra                                                                | 4 – 0                                                                      | Svezia                                                                     | Euro 2022 - Semifinali                                                     | -                                                                          | 57’                                                                        |
| 31-7-2022                                                                  | Londra                                                                     | Inghilterra                                                                | 2 – 1 dts                                                                  | Germania                                                                   | Euro 2022 - Finale                                                         | -                                                                          | 24’ 56’                                                                    |
| Totale                                                                     |                                                                            | Presenze                                                                   | 113                                                                        |                                                                            | Reti                                                                       | 52                                                                         |                                                                            |

## Palmarès

### Club
- Campionato inglese: 2

Arsenal: 2011, 2012
- FA Women's Cup: 3

Arsenal: 2010-2011, 2012-2013
Manchester City: 2019-2020
- FA Women's League Cup: 4

Arsenal: 2011, 2012, 2013
Manchester City: 2021-2022
- FA Women's Premier League Cup: 1

Leeds Carnegie: 2010

### Nazionale
- Cyprus Cup: 1

2013
- SheBelieves Cup: 1

2019
- Arnold Clark Cup: 1

2022
- Campionato d'Europa: 1

2022

### Individuale
- Capocannoniere del campionato inglese: 1

2017-2018 (14 reti)
- Scarpa d'oro del campionato mondiale: 1

Francia 2019 (6 gol)